# 盛符升

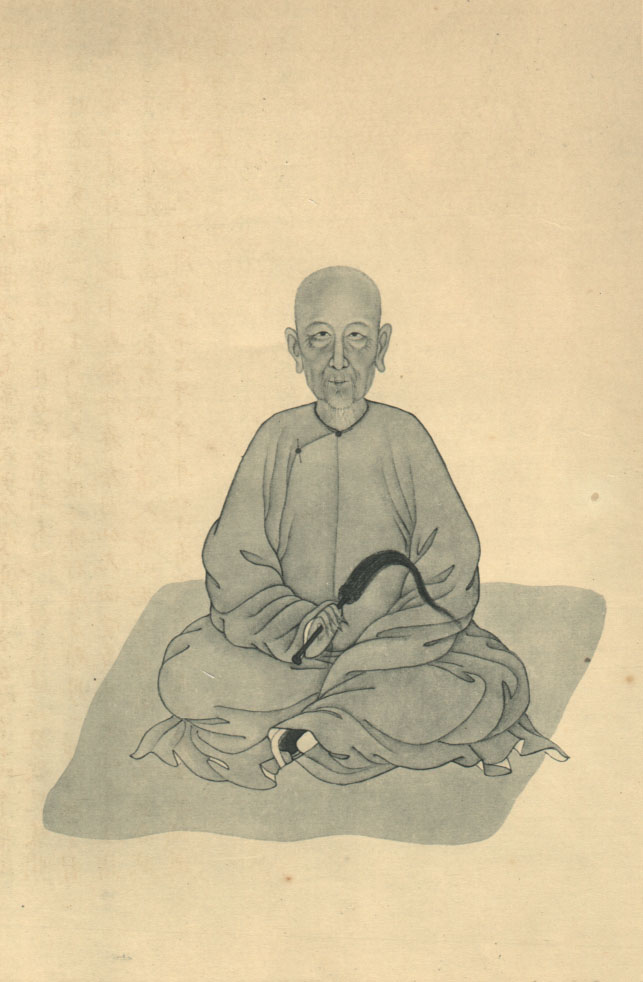
《清代學者像傳》第一集之盛符升像

盛符升（1615年—1700年），字珍示，號誠齋，江南蘇州府崑山縣籍，吳江縣人，清朝政治人物、詩人。

## 生平
來自平江盛氏家族，為盛寅裔孫。為新城王士禛門人。順治十七年（1660年）庚子科舉人，康熙三年（1664年）甲辰科進士。授內閣中書，改禮部主事，升廣西道監察御史，建議將《現行則例》附入《大清律》內。著有《誠齋詩集》、《南芝堂詩集》。

## 評價
嚴有禧《漱華隨筆》稱他“老而無恥，以私一人故害諸大僚”。